# رومين أرماند
رومين أرماند (بالفرنسية: Romain Armand)‏ (ولد في 27 فبراير 1987) هو لاعب كرة قدم فرنسي، يلعب حالياً مع نادي أورليانز.

## روابط خارجية
- رومين أرماند على موقع رابطة كرة القدم الفرنسية للمحترفين (الإنجليزية)
- رومين أرماند على موقع قاعدة بيانات كرة القدم.إي يو (الإنجليزية)
- رومين أرماند على موقع Soccerway.com (الإنجليزية)